# Écharcon
Écharcon település Franciaországban, Essonne megyében. Lakosainak száma 720 fő (2022. január 1.). Écharcon Lisses, Fontenay-le-Vicomte, Mennecy, Vert-le-Grand és Vert-le-Petit községekkel határos.

## Népesség
A település népességének változása:
| Lakosok száma | 773  | 785  | 809  | 786  | 798  | 791  | 768  | 744  | 720  |
|               | 2013 | 2015 | 2016 | 2017 | 2018 | 2019 | 2020 | 2021 | 2022 |